# 地狱门大桥
地狱门大桥（英語：Hell Gate Bridge）初称纽约联络线铁路桥（New York Connecting Railroad Bridge） 或 东河拱桥（The East River Arch Bridge）是美國纽约市一座长約1,017英尺（310）的钢拱铁路桥，為紐約聯絡鐵路的一部分。大桥跨越了东河的海峡“地狱之门”，连接了皇后區阿斯托里亞和曼哈顿。